# Chevry-en-Sereine
Chevry-en-Sereine é uma comuna francesa localizada na região administrativa da Île-de-France, no departamento Sena e Marne. A comuna possui 383 habitantes segundo o censo de 1990.